# Nephtys sinensis
Nephtys sinensis är en ringmaskart som beskrevs av Fauvel 1932. Nephtys sinensis ingår i släktet Nephtys och familjen Nephtyidae. Inga underarter finns listade i Catalogue of Life.